# لويس، كونت فرماندوا
لويس البوربوني كونت فرماندوا (بالفرنسية:Louis de Bourbon, comte de vermandois؛ 2 أكتوبر 1667 - 18 نوفمبر 1683)؛ كان نبيلاً فرنسياً، والابن غير الشرعي للملك لويس الرابع عشر وعشيقته لويز دو لا فالييه، توفي منفياً في 16 من عمره، وغير متزوج وليس لديه أطفال.

## النشأة

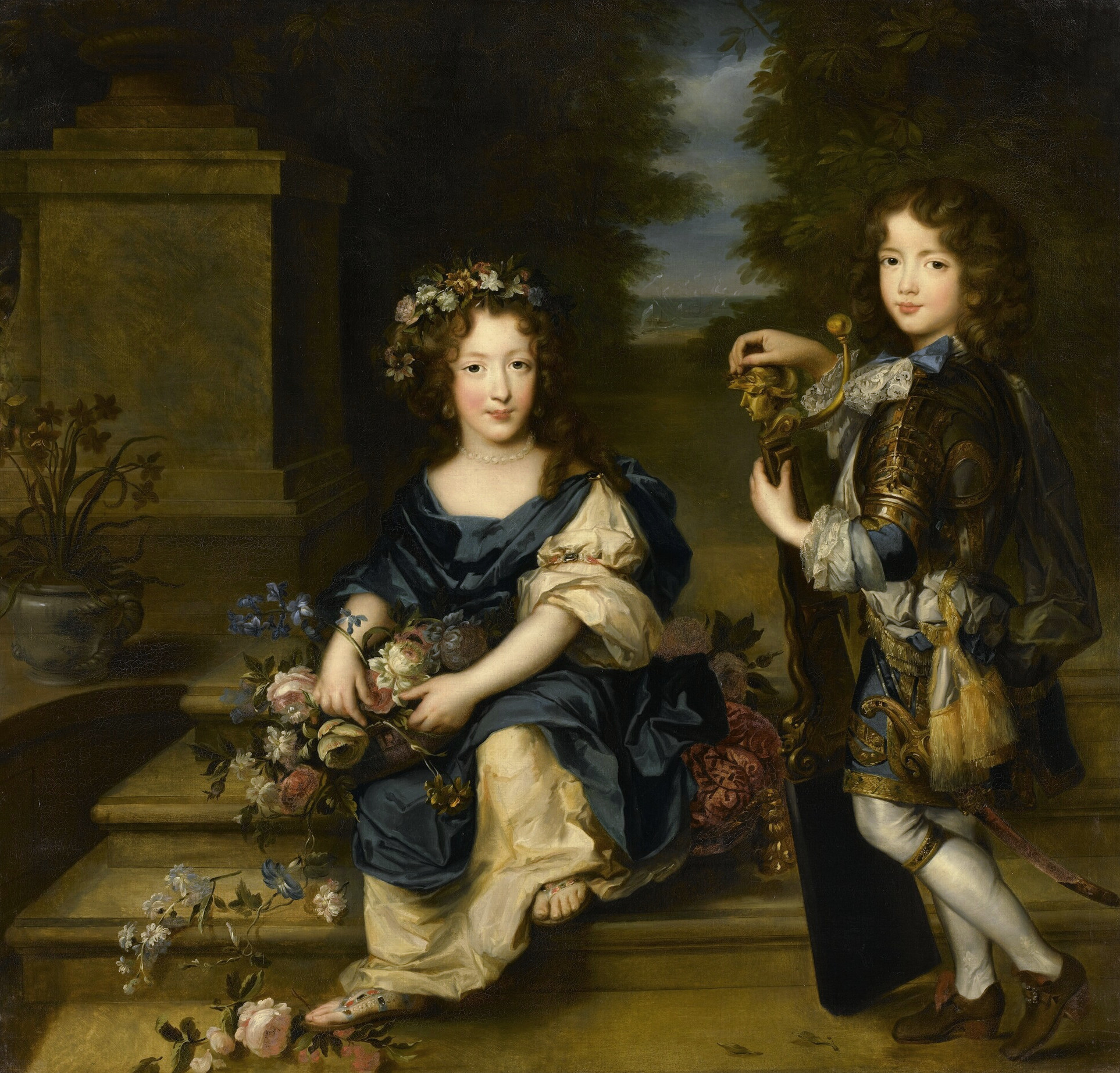
كونت فرماندوا مع شقيقته مادموزيل بلوا بريشة لويز إدوارد ريول.

ولد لويس دي لا بلوم لي بلان في 2 أكتوبر 1667 في قصر سانت جيرمان أون لي لوالديه الملك لويس الرابع عشر وعشيقته لويز دي لا بلوم لي بلان دو لا فالييه.  كان والديه في علاقة غير شرعية لمدة 6 سنوات بحلول ذلك الوقت كانوا على وشك الانفصال بحيث أنجبا 4 أطفال معًا،  واحدة منهم فقط بقيت على قيد الحياة وهي مادموزيل بلوا عندما وُلد لا بلوم لي بلان سمي على اسم والده. 
مع 1669 عندما كان في الثانية من عمره تم إضفاء الشرعية وحصل على لقب البوربوني (De bourbon)؛  على عكس لقب الفرنسي (de france)؛ الذي حصل عليه أخوته الشرعيين غير الأشقاء، وكما أن منحه الملك لقب كونت فرماندوا وأميرال فرنسا. 

### حياته معأسرة أورليان

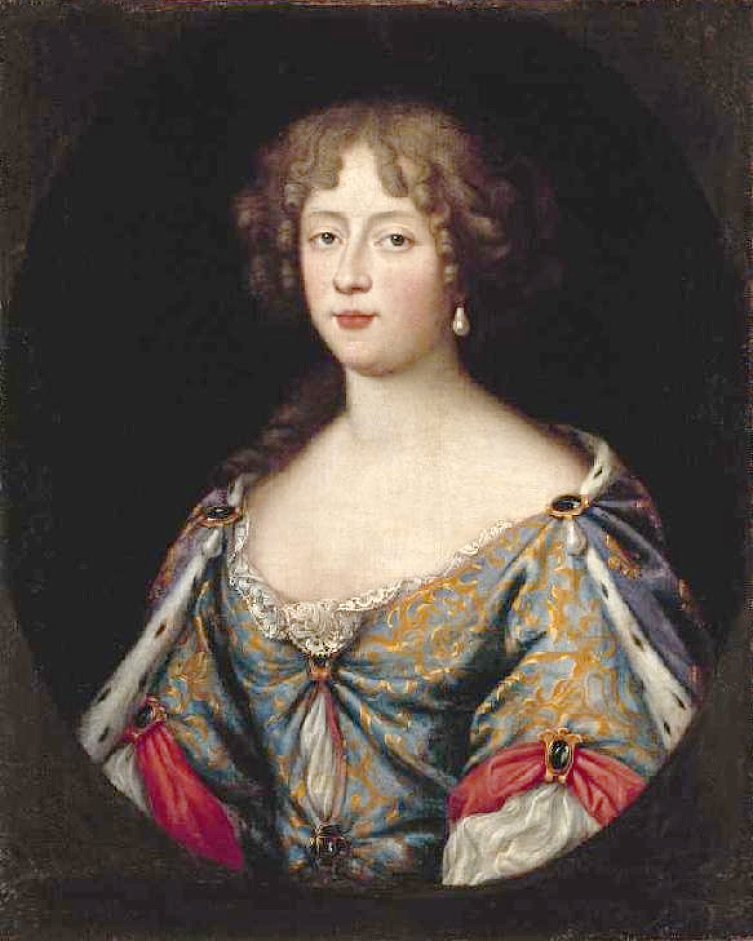
إليزابيث شارلوت، دوقة أورليان

في عام 1674 عندما بلغ كونت فرماندوا السابعة من عمره دخلت والدته لويز الدير في باريس واتبعت نظام رهبنة الكرملية، ومنذ ذلك الوقت لم يرها كثيرًا، ذهبت رعايته إلى إليزابيث شارلوت من بالاتينات زوجة عمه فيليب الأول، دوق أورليان، وبذلك عاش مع أسرة أورليان في القصر الملكي بـ باريس، وأصبح قريبًا من عمته، على الرغم من ازدرائها للملك بسبب علاقاته المشبوهة.

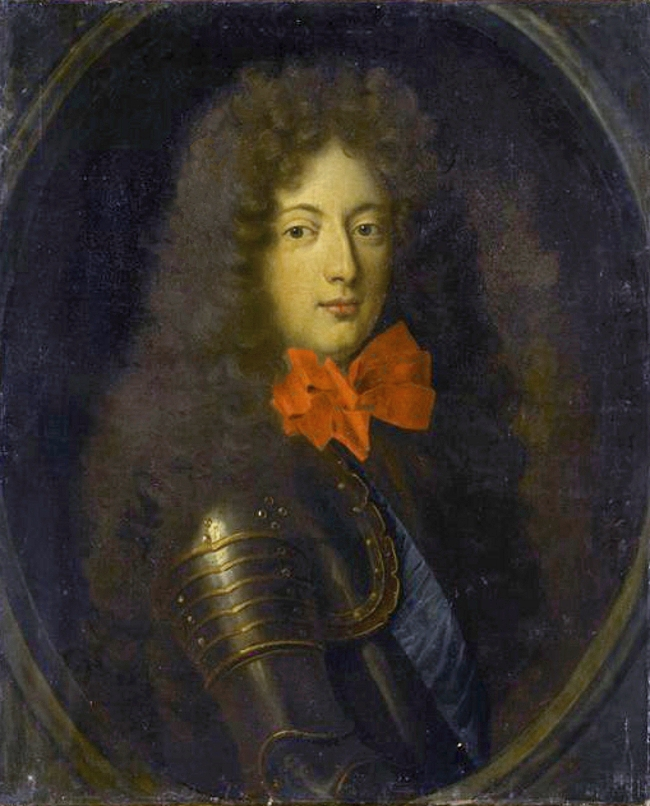
فيليب من لورين.

كذلك كان دوق أورليان سيئ السمعة بحيث أنه مخنث ويمارس الرذيلة الإيطالية لكونه مثليًاً أو ثنائي الجنس،  كان لديهِ العديد من الأطفال من زوجاته، وكما أن لهُ العديد من العشاق (وربما بعضهن من الإناث)؛ إحدى أشهر العشاق كان فيليب من لورين المعروف باسم شوفالييه لورين (فارس لورين)؛ بحيث وُصف بأنه يتمتع بوجه جذاب وعقل حاد، ولكنه يعتبر أيضًا سيء الأخلاق وقاسي ويفتقر إلى التورع،  انخرط الكونت الشاب إلى حاشية الفارس، والتي تضمنت العديد ومن أمثال قريبه فرانسوا لويس، أمير لا روش سور يون حيث كانت مجموعة سرية من الأرستقراطيين الشباب وسميت بـ المجمع المقدس للشذوذ الجنسي،  عندما علم الملك بتورط ابنه مع حاشية الدوق، قام نفي شوفالييه لورين والعديد من أعضاء المجمع،  وبخ ابنه وقرر إبعاده عن البلاط الملكي، وأيضا اقترح عليه أن يتزوج وهو لا زال ذو 15 عامًا في أقرب وقت ممكن للتستر على الفضيحة، ربما أصبح خطيب لويز-بينيديته دي بوربون-كوندي، مدموزيل إنغين ذو 6 أعوام وابنة هنري يوليس، دوق إنغين لاحقًا أمير كوندي، لاحقاً أصبحت زوجة أخيه غير الشقيق دوق ماين.

## النفي والوفاة
في يونيو 1682 تم نفي الكونت نحو نورماندي، أملاً في إصلاح العلاقة بين الأب والابن اقترحت عمته إرساله كجندي إلى فلاندرز التي كانت تحت الاحتلال الفرنسي، وبالاتفاق مع شقيقته أرسل الملك ابنه إلى حصار كورتريك، حيث سرعان ما مرض ونصحه أحد الأطباء بأنه يجب أن يعود إلى ليل لتعافى، ولكنه أصر على البقاء هُناك وذلك لكسب حب والده من جديد، وبقي في ساحة المعركة بحيث توفي هناك في 18 نوفمبر 1683، ودُفن في كاتدرائية أراس، حزنت عمته وأخته بشدة على وفاته، بينما ورد أن والده لم تنزل منه دمعة. كانت أمه التي كانت راهبة الأخت لويز من غريس لا تزال نادمة من علاقتها بالملك وقال عند سماع خبر وفاة ابنه:
 «يجب أن أبكي على ولادته أكثر من وفاته».
في وقت لاحق اقترح أنه ربما كان هو الرجل ذو القناع الحديدي، وهو ما لا يمكن أن يكون صحيحًا لأن السجين المجهول توفي عام 1703.